# Knopflochpunktion

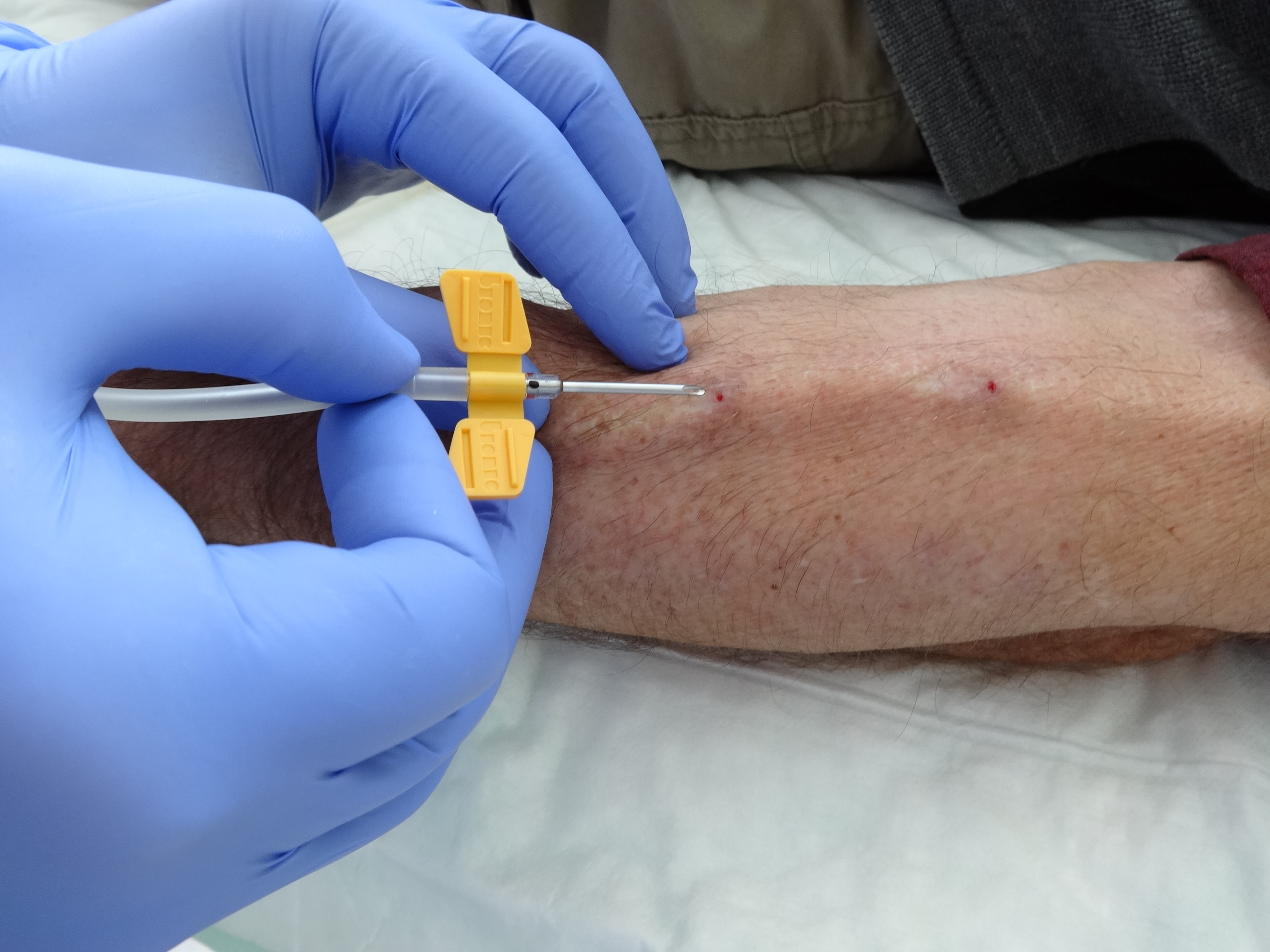
Knopflochpunktion

Die Knopflochpunktion (KLP) (engl. buttonhole technique) ist eine Punktionstechnik an der Dialyse, die zu jeder Behandlung exakt die gleichen Punktionsstellen einer nativen AV-Fistel nutzt. Es entsteht ein Narbenzylinder, in welchem der gebildete Thrombus bei Punktion immer wieder verdrängt wird. Man spricht von einem Kanal oder Tunnel, durch welchen die Kanüle eingeführt wird, vergleichbar mit dem Einführen eines Ohrrings oder Piercings. Einige Zentren in Europa wenden die Knopflochpunktion als favorisierte Methode an und verwenden die Technik auch bei den Erstpunktionen neu angelegter AV-Fisteln.

## Definition
Punktion der exakt gleichen Punktionsstelle, mit gleichem Anstellwinkel und gleicher Kanülenrichtung, durch den bestehenden Punktionskanal an jeder Dialyse. Nach Anlage der Punktionsstelle und 6 bis 9 Punktionen pro Knopfloch, kann in der Regel auf die Knopflochkanüle umgestellt werden.

## Geschichte
Z. Twardowski beschrieb 1977 erstmals seine Erfahrungen in der Punktion gleicher Punktionsstellen bei einer nativen AV-Fistel und nannte diese Methode „constant-site“-Technik. Es wurden konventionelle Kanülen eingesetzt, da noch keine speziellen Knopflochkanülen zur Verfügung standen. Die ersten Ergebnisse der „constant-site“-Technik in der Anwendung an 16 Patienten veröffentlichte er 1979. Die Resultate wurden als Überraschung bezeichnet und zeigten eine leichtere, schnellere und erfolgreichere Punktion, geringeres Schmerzempfinden, weniger Hämatome bei einer nicht signifikant höheren Shunt-Infektionsrate.

## Vorteile

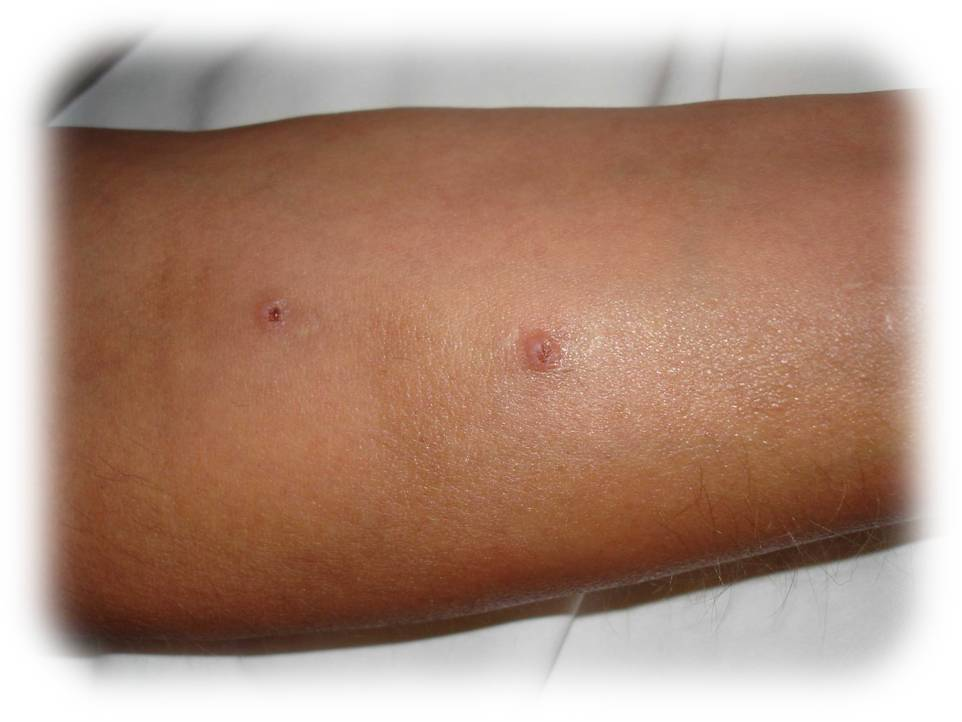
Knopflochpunktionsstellen

Als Vorteile der Knopflochpunktion werden angegeben:
- Keine Aneurysma-Auslösung
- Weniger Punktionsschmerzen
- Ideal bei kurzer Punktionsstrecke
- Weniger Hämatome
- Methode der Wahl bei Selbstpunktion
- Kürzere Abdrückzeiten[5]
- Abnahme der Angst vor Fehlpunktionen

## Punktionstechnik
Die Punktion unterscheidet sich in wenigen Punkten von der herkömmlichen Strickleiterpunktion:
1. Standardisierte Lage des Armes. (Die Armlagerung soll zu jeder Punktion identisch sein, da die Veränderung der Armhaltung zu einer Verschiebung des subkutanen Gewebes führt.)
2. Desinfektion des Schorfes (Einhalten der Einwirkungszeit).
3. Aseptische und atraumatische Schorfentfernung. (Der Schorf gilt primär als infiziert. Die Schorfentfernung kann mittels einer feinen, sterilen Splitterpinzette oder einer rosa Aufziehkanüle erfolgen. Die vollständige Entfernung des Schorfes ist zwingend, da die häufigste Komplikation der Technik weiterhin die Kanalinfektion ist.)
4. Erneute Desinfektion der schorffreien Punktionsstelle.
5. Einführen der Kanüle in den Punktionskanal. (Erfahrene Punkteure beschreiben, dass die Kanüle nach dem Einführen in den Kanal den Weg selbst findet. Es soll kein größerer Druck ausgeübt werden. Die Kanülenspitze findet ihren Weg, indem man die Kanüle hinter den Flügeln am Schlauch fasst und langsam, in drehender Bewegung vorschiebt. Dadurch werden Verletzungen an der bindegewebigen Kanalwand vermieden.)
6. Fixierung der Kanüle nach Zentrumsstandard.

## Anlegen eines neuen Punktionskanals
Die Technik kann bei allen nativen AV-Fisteln eingesetzt werden, unabhängig ob Unter- oder Oberarmshunt. Die Punktionstellen werden festgelegt und 6- bis 12-mal mit einer scharfen Kanüle punktiert. Diese Punktionen sollten immer gleich durchgeführt werden. Das heißt: Gleiche Armlage, gleiche Punktionsrichtung, gleicher Punktionswinkel. Um dieses Ziel zu erreichen, wird empfohlen, dass max. 2 bis 3 Personen die Punktionen in der Phase der Kanalbildung durchführen.
Folgende Kriterien und Abläufe beeinflussen die Anlage und Bildung des Punktionskanals:
- Funktionstüchtige AV-Fistel
- Intakte Haut bei der Punktionsstelle
- Optimale Punktionsstelle bestimmen
- Identische Armlagerung
- Leicht zugänglicher Punktionsbereich
- Freie Lage der Kanülenspitze im Gefässlumen
- Folgepunktionen benötigen zuerst die Entfernung des Wundschorfes
- Ist der Kanal fertig ausgebildet (primär nachlassender Vorschiebewiderstand und leichteres Entfernen des Punktionsschorfs), kann auf die Knopflochkanüle umgestellt werden.

## Design der Knopflochkanüle

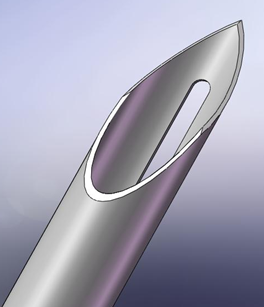
Scharfe Kanüle, Facettenschliff
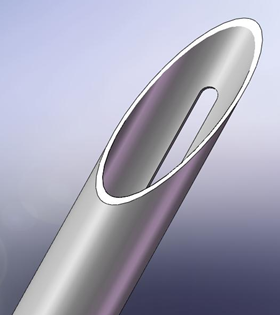
Knopflochkanüle, halbscharf mit abgerundeter Spitze

Konventionelle Punktionskanülen besitzen einen Facettenschliff. Das bedeutet, dass die Kanülenspitze halbseitig scharf angeschliffen ist. Die Knopflochkanüle ist weniger scharf, also halbscharf, mit abgerundeter Kanülenspitze.

## Komplikationen
Die häufigste Komplikation der Knopflochpunktion ist die Kanalinfektion (Tunnelinfektion). Ursachen sind eine fehlerhafte, unhygienische Entfernung des Schorfes und das Einbringen von Keimen in den Tunnel, sowie Desinfektionsfehler. Aber auch fehlende Compliance seitens der Patienten, wie mangelnde Körperhygiene und das Kratzen am Schorf mit Schorfentfernung sind zu nennen.
Ein Trampolineffekt liegt vor, wenn die halbscharfe Knopflochkanüle nicht in den fertigen Tunnel eingeführt werden kann. Alternativ unternimmt ein erfahrener Punkteur einen zweiten Versuch.
Es darf einmalig mit einer konventionellen, scharfen Kanüle nachpunktiert werden, um den Kanal wieder zu öffnen. Das Ereignis ist zu dokumentieren. Mehrmaliges Nachpunktieren mit konventionellen Kanülen erhöht das Auftreten von Komplikationen wie Tunnelerweiterung, größere Schorfbildung, Tunnelblutung bis hin zum Tunnelinfekt.